# North American Building
El North American Building  es un edificio histórico de gran altura. Cuenta con 21 pisos y se eleva 81 m sobre la calle, y está situado en el 121 de South Broad Street, en Filadelfia, Pensilvania. Fue diseñado por el arquitecto de Filadelfia James H. Windrim (1840-1919) como la sede del periódico The North American y encargado por Thomas B. Wanamaker, editor del periódico e hijo de John Wanamaker, el fundador de los grandes almacenes.